# Телевизионный сезон 2012/13 (США)
Ниже приведено телевизионное расписание трансляции программ пяти широковещательных сетей США в прайм-тайм с сентября 2012 года по август 2013 года. Список включает в себя данные по каждому каналу по новым программам, текущим и закрытым с сезона 2011/12.
NBC стал первой сетью, которая объявила о своём расписании 13 мая 2012 года, следом 14 мая Fox, 15 мая ABC, 16 мая CBS и 17 мая The CW.
MyNetworkTV не включён в список, так как не выпускают оригинальных программ и транслируют повторы. Из расписания Ion Television имеются лишь новые эпизоды сериалов канадского канала CTV «Читающий мысли» и «Горячая точка», а также трансляции соревнований по рестлингу WWE Main Event. PBS также отсутствует в списке, так как не имеет строгого графика.

## Расписание
- Локальные программы
- Повторы программ
- Прямые трансляции спортивных событий
- Различные программы
- Новые шоу выделены Жирным.
- Указано Североамериканское восточное время и Тихоокеанское время.
- В скобках рядом с названиями указаны премьерные даты.
- Пометку (П) имеют повторы ранее вышедших эпизодов или выпусков

### Воскресенье
| Телесеть | Телесеть    | 7:00 PM                                  | 7:30 PM                                  | 8:00 PM                                 | 8:00 PM                                 | 8:30 PM                                 | 9:00 PM                               | 9:30 PM                               | 10:00 PM                              | 10:30 PM                              |
| -------- | ----------- | ---------------------------------------- | ---------------------------------------- | --------------------------------------- | --------------------------------------- | --------------------------------------- | ------------------------------------- | ------------------------------------- | ------------------------------------- | ------------------------------------- |
| ABC      | Осень       | America's Funniest Home Videos (7/10/12) | America's Funniest Home Videos (7/10/12) | Однажды в сказке (30/9/12)              | Однажды в сказке (30/9/12)              | Однажды в сказке (30/9/12)              | Месть (30/9/12)                       | Месть (30/9/12)                       | Парк авеню, 666 (30/9/12)             | Парк авеню, 666 (30/9/12)             |
| ABC      | Мид-сезон   | America's Funniest Home Videos (7/10/12) | America's Funniest Home Videos (7/10/12) | Однажды в сказке (30/9/12)              | Однажды в сказке (30/9/12)              | Однажды в сказке (30/9/12)              | Месть (30/9/12)                       | Месть (30/9/12)                       | Повторы программ                      | Повторы программ                      |
| ABC      | Весна       | America's Funniest Home Videos (7/10/12) | America's Funniest Home Videos (7/10/12) | Однажды в сказке (30/9/12)              | Однажды в сказке (30/9/12)              | Однажды в сказке (30/9/12)              | Месть (30/9/12)                       | Месть (30/9/12)                       | Красная вдова (3/3/13)                | Красная вдова (3/3/13)                |
| ABC      | Лето        | America's Funniest Home Videos (7/10/12) | America's Funniest Home Videos (7/10/12) | Меняю жену: Знаменитости                | Меняю жену: Знаменитости                | Меняю жену: Знаменитости                | Детектив? (23/6/13)                   | Детектив? (23/6/13)                   | Касл (П)                              | Касл (П)                              |
| ABC      | Последующее | America's Funniest Home Videos (7/10/12) | America's Funniest Home Videos (7/10/12) | Тайный миллионер                        | Тайный миллионер                        | Тайный миллионер                        | Детектив? (23/6/13)                   | Детектив? (23/6/13)                   | Касл (П)                              | Касл (П)                              |
| CBS      | Осень       | 60 минут (30/9/12)                       | 60 минут (30/9/12)                       | Удивительная Гонка - 21 сезон (30/9/12) | Удивительная Гонка - 21 сезон (30/9/12) | Удивительная Гонка - 21 сезон (30/9/12) | Хорошая жена (30/9/12)                | Хорошая жена (30/9/12)                | Менталист (30/9/12)                   | Менталист (30/9/12)                   |
| CBS      | Мид-сезон   | 60 минут (30/9/12)                       | 60 минут (30/9/12)                       | Удивительная Гонка - 22 сезон           | Удивительная Гонка - 22 сезон           | Удивительная Гонка - 22 сезон           | Хорошая жена (30/9/12)                | Хорошая жена (30/9/12)                | Менталист (30/9/12)                   | Менталист (30/9/12)                   |
| CBS      | Лето        | 60 минут (30/9/12)                       | 60 минут (30/9/12)                       | Большой брат (26/6/13)                  | Большой брат (26/6/13)                  | Большой брат (26/6/13)                  | Хорошая жена (30/9/12)                | Хорошая жена (30/9/12)                | Менталист (30/9/12)                   | Менталист (30/9/12)                   |
| CBS      | Последующее | 60 минут (30/9/12)                       | 60 минут (30/9/12)                       | Большой брат (26/6/13)                  | Большой брат (26/6/13)                  | Большой брат (26/6/13)                  | Помнить всё (28/7/13)                 | Помнить всё (28/7/13)                 | Менталист (30/9/12)                   | Менталист (30/9/12)                   |
| Fox      | Осень       | НФЛ на Fox(09/09/12)                     | Шоу Кливленда (7/10/12)                  | Симпсоны (30/9/12)                      | Симпсоны (30/9/12)                      | Закусочная Боба (30/9/12)               | Гриффины (30/9/12)                    | Американский папаша! (30/9/12)        | Локальные программы                   | Локальные программы                   |
| Fox      | Мид-сезон   | Различные программы                      | Шоу Кливленда (7/10/12)                  | Симпсоны (30/9/12)                      | Симпсоны (30/9/12)                      | Закусочная Боба (30/9/12)               | Гриффины (30/9/12)                    | Американский папаша! (30/9/12)        | Локальные программы                   | Локальные программы                   |
| NBC      | Осень       | Ночь Футбола в Америке (9/9/12)          | Ночь Футбола в Америке (9/9/12)          | Ночь Футбола в Америке (9/9/12)         | NBC: Футбол воскресной ночью (5/9/12)   | NBC: Футбол воскресной ночью (5/9/12)   | NBC: Футбол воскресной ночью (5/9/12) | NBC: Футбол воскресной ночью (5/9/12) | NBC: Футбол воскресной ночью (5/9/12) | NBC: Футбол воскресной ночью (5/9/12) |
| NBC      | Мид-сезон   | Dateline NBC                             | Dateline NBC                             | Dateline NBC                            | Dateline NBC                            | Dateline NBC                            | Ученик (3/3/13)                       | Ученик (3/3/13)                       | Ученик (3/3/13)                       | Ученик (3/3/13)                       |
| NBC      | Весна       | Повторы программ                         | Повторы программ                         | Повторы программ                        | Повторы программ                        | Повторы программ                        | Ученик (3/3/13)                       | Ученик (3/3/13)                       | Ученик (3/3/13)                       | Ученик (3/3/13)                       |
| NBC      | Лето        | Повторы программ                         | Повторы программ                         | Повторы программ                        | Повторы программ                        | Повторы программ                        | Повторы программ                      | Повторы программ                      | Пересекая черту (23/6/13)             | Пересекая черту (23/6/13)             |

### Понедельник
| Телесеть | Телесеть    | 8:00 PM                            | 8:30 PM                            | 9:00 PM                      | 9:30 PM                     | 10:00 PM              | 10:30 PM              |
| -------- | ----------- | ---------------------------------- | ---------------------------------- | ---------------------------- | --------------------------- | --------------------- | --------------------- |
| ABC      | Осень       | Танцы со звёздами (14/9/12)        | Танцы со звёздами (14/9/12)        | Танцы со звёздами (14/9/12)  | Танцы со звёздами (14/9/12) | Касл (14/9/12)        | Касл (14/9/12)        |
| ABC      | Мид-сезон   | Холостяк (7/1/13)                  | Холостяк (7/1/13)                  | Холостяк (7/1/13)            | Холостяк (7/1/13)           | Касл (14/9/12)        | Касл (14/9/12)        |
| ABC      | Весна       | Танцы со звёздами (18/3/13)        | Танцы со звёздами (18/3/13)        | Танцы со звёздами (18/3/13)  | Танцы со звёздами (18/3/13) | Касл (14/9/12)        | Касл (14/9/12)        |
| ABC      | Лето        | Холостячка (27/5/13)               | Холостячка (27/5/13)               | Холостячка (27/5/13)         | Холостячка (27/5/13)        | Любовницы (3/6/13)    | Любовницы (3/6/13)    |
| CBS      | Осень       | Как я встретил вашу маму (24/9/12) | Партнёры (24/9/12)                 | Две девицы на мели (24/9/12) | Майк и Молли (24/9/12)      | Гавайи 5.0 (24/9/12)  | Гавайи 5.0 (24/9/12)  |
| CBS      | Последующее | Как я встретил вашу маму (24/9/12) | Повторы программ                   | Две девицы на мели (24/9/12) | Майк и Молли (24/9/12)      | Гавайи 5.0 (24/9/12)  | Гавайи 5.0 (24/9/12)  |
| CBS      | Мид-сезон   | Как я встретил вашу маму (24/9/12) | Правила совместной жизни (4/2/13)  | Две девицы на мели (24/9/12) | Майк и Молли (24/9/12)      | Гавайи 5.0 (24/9/12)  | Гавайи 5.0 (24/9/12)  |
| CBS      | Последующее | Как я встретил вашу маму (24/9/12) | Майк и Молли (П)                   | Две девицы на мели (24/9/12) | Майк и Молли (24/9/12)      | Гавайи 5.0 (24/9/12)  | Гавайи 5.0 (24/9/12)  |
| CBS      | Лето        | Как я встретил вашу маму (24/9/12) | Майк и Молли (П)                   | Две девицы на мели (24/9/12) | Майк и Молли (24/9/12)      | Под куполом (24/6/13) | Под куполом (24/6/13) |
| The CW   | Осень       | 90210 (8/10/12)                    | 90210 (8/10/12)                    | Сплетница (8/10/12)          | Сплетница (8/10/12)         | Локальные программы   | Локальные программы   |
| The CW   | Мид-сезон   | Дневники Кэрри (14/1/13)           | Дневники Кэрри (14/1/13)           | 90210                        | 90210                       | Локальные программы   | Локальные программы   |
| The CW   | Весна       | Oh Sit! (27/9/12)                  | Oh Sit! (27/9/12)                  | 90210                        | 90210                       | Локальные программы   | Локальные программы   |
| The CW   | Последующее | Oh Sit! (27/9/12)                  | Oh Sit! (27/9/12)                  | Дневники Кэрри (П)           | Дневники Кэрри (П)          | Локальные программы   | Локальные программы   |
| The CW   | Лето        | Зои Харт из южного штата (П)       | Зои Харт из южного штата (П)       | Breaking Pointe (22/7/13)    | Breaking Pointe (22/7/13)   | Локальные программы   | Локальные программы   |
| Fox      | Осень       | Кости (17/9/12)                    | Кости (17/9/12)                    | Доктор мафии (17/9/12)       | Доктор мафии (17/9/12)      | Локальные программы   | Локальные программы   |
| Fox      | Мид-сезон   | Кости (17/9/12)                    | Кости (17/9/12)                    | Последователи (21/1/13)      | Последователи (21/1/13)     | Локальные программы   | Локальные программы   |
| Fox      | Лето        | Воспитывая Хоуп (П)                | Игры Гудвина (20/5/13)             | Новенькая (П)                | Проект Минди (П)            | Локальные программы   | Локальные программы   |
| Fox      | Последующее | Воспитывая Хоуп (П)                | Воспитывая Хоуп (П)                | Новенькая (П)                | Проект Минди (П)            | Локальные программы   | Локальные программы   |
| NBC      | Осень       | Голос (10/9/12)                    | Голос (10/9/12)                    | Голос (10/9/12)              | Голос (10/9/12)             | Революция (17/9/12)   | Революция (17/9/12)   |
| NBC      | Мид-сезон   | The Biggest Loser (6/1/13)         | The Biggest Loser (6/1/13)         | The Biggest Loser (6/1/13)   | The Biggest Loser (6/1/13)  | Обман (7/1/13)        | Обман (7/1/13)        |
| NBC      | Весна       | Голос (25/3/13)                    | Голос (25/3/13)                    | Голос (25/3/13)              | Голос (25/3/13)             | Революция             | Революция             |
| NBC      | Лето        | Американский Воин Ниндзя (30/6/13) | Американский Воин Ниндзя (30/6/13) | Выбраться живым (8/7/13)     | Выбраться живым (8/7/13)    | Сибирь (1/7/13)       | Сибирь (1/7/13)       |

### Вторник
| Телесеть | Телесеть    | 8:00 PM                                                   | 8:30 PM                                                   | 9:00 PM                                                   | 9:30 PM                                                   | 10:00 PM                       | 10:30 PM                       |
| -------- | ----------- | --------------------------------------------------------- | --------------------------------------------------------- | --------------------------------------------------------- | --------------------------------------------------------- | ------------------------------ | ------------------------------ |
| ABC      | Осень       | Танцы со звёздами (25/09/12)                              | Танцы со звёздами (25/09/12)                              | Счастливый конец (23/10/12)                               | Не верь с*** из квартиры 23 (23/10/12)                    | Частная практика (25/09/12)    | Частная практика (25/09/12)    |
| ABC      | Мид-сезон   | Вкус (22/1/13)                                            | Вкус (22/1/13)                                            | Счастливый конец (23/10/12)                               | Не верь с*** из квартиры 23 (23/10/12)                    | Частная практика (25/09/12)    | Частная практика (25/09/12)    |
| ABC      | Последующее | Меняю жену: Знаменитости                                  | Меняю жену: Знаменитости                                  | Вкус                                                      | Вкус                                                      | Следствие по телу (5/2/13)     | Следствие по телу (5/2/13)     |
| ABC      | Весна       | Splash! (19/3/13)                                         | Splash! (19/3/13)                                         | Танцы со звёздами (26/3/13)                               | Танцы со звёздами (26/3/13)                               | Следствие по телу (5/2/13)     | Следствие по телу (5/2/13)     |
| ABC      | Лето        | Экстремальное преображение: Программа похудения (28/5/13) | Экстремальное преображение: Программа похудения (28/5/13) | Экстремальное преображение: Программа похудения (28/5/13) | Экстремальное преображение: Программа похудения (28/5/13) | Следствие по телу (5/2/13)     | Следствие по телу (5/2/13)     |
| CBS      | Осень       | Морская полиция: Спецотдел (25/9/12)                      | Морская полиция: Спецотдел (25/9/12)                      | Морская полиция: Лос-Анджелес (25/9/12)                   | Морская полиция: Лос-Анджелес (25/9/12)                   | Вегас (25/9/12)                | Вегас (25/9/12)                |
| CBS      | Весна       | Морская полиция: Спецотдел (25/9/12)                      | Морская полиция: Спецотдел (25/9/12)                      | Морская полиция: Лос-Анджелес (25/9/12)                   | Морская полиция: Лос-Анджелес (25/9/12)                   | Везунчик (26/2/13)             | Везунчик (26/2/13)             |
| CBS      | Лето        | Морская полиция: Спецотдел (25/9/12)                      | Морская полиция: Спецотдел (25/9/12)                      | Морская полиция: Лос-Анджелес (25/9/12)                   | Морская полиция: Лос-Анджелес (25/9/12)                   | Прокуратура Бруклина (28/5/13) | Прокуратура Бруклина (28/5/13) |
| CBS      | Последующее | Морская полиция: Спецотдел (25/9/12)                      | Морская полиция: Спецотдел (25/9/12)                      | Морская полиция: Лос-Анджелес (25/9/12)                   | Морская полиция: Лос-Анджелес (25/9/12)                   | В поле зрения (П)              | В поле зрения (П)              |
| The CW   | Осень       | Зои Харт из южного штата (2/10/12)                        | Зои Харт из южного штата (2/10/12)                        | Доктор Эмили Оуэнс (16/10/12)                             | Доктор Эмили Оуэнс (16/10/12)                             | Локальные программы            | Локальные программы            |
| The CW   | Мид-сезон   | Зои Харт из южного штата (2/10/12)                        | Зои Харт из южного штата (2/10/12)                        | Культ                                                     | Культ                                                     | Локальные программы            | Локальные программы            |
| The CW   | Последующее | Зои Харт из южного штата (2/10/12)                        | Зои Харт из южного штата (2/10/12)                        | Повторы программ                                          | Повторы программ                                          | Локальные программы            | Локальные программы            |
| The CW   | Лето        | Так чья же сейчас реплика? (16/7/13)                      | Так чья же сейчас реплика? (16/7/13)                      | Высший балл (16/7/13)                                     | Высший балл (16/7/13)                                     | Локальные программы            | Локальные программы            |
| The CW   | Последующее | Так чья же сейчас реплика? (16/7/13)                      | Так чья же сейчас реплика? (16/7/13)                      | Capture (30/7/13)                                         | Capture (30/7/13)                                         | Локальные программы            | Локальные программы            |
| Fox      | Осень       | Воспитывая Хоуп (02/10/12)                                | Бен и Кейт (25/9/12)                                      | Новенькая (25/9/12)                                       | Проект Минди (25/9/12)                                    | Локальные программы            | Локальные программы            |
| Fox      | Мид-сезон   | Воспитывая Хоуп (02/10/12)                                | Повторы программ                                          | Новенькая (25/9/12)                                       | Проект Минди (25/9/12)                                    | Локальные программы            | Локальные программы            |
| Fox      | Весна       | Адская кухня                                              | Адская кухня                                              | Новенькая (25/9/12)                                       | Проект Минди (25/9/12)                                    | Локальные программы            | Локальные программы            |
| Fox      | Лето        | Значит, ты умеешь танцевать?                              | Значит, ты умеешь танцевать?                              | Значит, ты умеешь танцевать?                              | Значит, ты умеешь танцевать?                              | Локальные программы            | Локальные программы            |
| NBC      | Осень       | Голос                                                     | Голос                                                     | На старт! (11/9/12)                                       | Новая норма (11/9/12)                                     | Родители (11/9/12)             | Родители (11/9/12)             |
| NBC      | Мид-сезон   | Betty White's Off Their Rockers                           | Betty White's Off Their Rockers                           | На старт! (11/9/12)                                       | Новая норма (11/9/12)                                     | Родители (11/9/12)             | Родители (11/9/12)             |
| NBC      | Последующее | Betty White's Off Their Rockers                           | Betty White's Off Their Rockers                           | На старт! (11/9/12)                                       | Новая норма (11/9/12)                                     | Смэш                           | Смэш                           |
| NBC      | Весна       | Голос                                                     | Голос                                                     | К любви готов                                             | К любви готов                                             | К любви готов                  | К любви готов                  |
| NBC      | Последующее | Голос                                                     | Голос                                                     | Голос                                                     | Голос                                                     | Гримм                          | Гримм                          |
| NBC      | Лето        | Голос                                                     | Голос                                                     | В Америке есть таланты                                    | В Америке есть таланты                                    | В Америке есть таланты         | В Америке есть таланты         |
| NBC      | Последующее | Hollywood Game Night (П)                                  | Hollywood Game Night (П)                                  | В Америке есть таланты                                    | В Америке есть таланты                                    | В Америке есть таланты         | В Америке есть таланты         |

### Среда
| Телесеть       | Телесеть       | 8:00 PM                         | 8:30 PM                         | 9:00 PM                                       | 9:30 PM                                                | 10:00 PM                             | 10:30 PM                             |
| -------------- | -------------- | ------------------------------- | ------------------------------- | --------------------------------------------- | ------------------------------------------------------ | ------------------------------------ | ------------------------------------ |
| ABC            | Осень          | Бывает и хуже (26/09/12)        | Соседи (26/09/12)               | Американская семейка (26/09/12)               | Пригород (17/10/12)                                    | Нэшвилл (10/10/12)                   | Нэшвилл (10/10/12)                   |
| ABC            | Весна          | Бывает и хуже (26/09/12)        | Пригород                        | Американская семейка (26/09/12)               | Как прожить с родителями всю оставшуюся жизнь (3/4/13) | Нэшвилл (10/10/12)                   | Нэшвилл (10/10/12)                   |
| ABC            | Последующее    | Бывает и хуже (26/09/12)        | Семейные инструменты (1/5/13)   | Американская семейка (26/09/12)               | Как прожить с родителями всю оставшуюся жизнь (3/4/13) | Нэшвилл (10/10/12)                   | Нэшвилл (10/10/12)                   |
| ABC            | Лето           | Бывает и хуже (26/09/12)        | Семейные инструменты (1/5/13)   | Американская семейка (26/09/12)               | Как прожить с родителями всю оставшуюся жизнь (3/4/13) | The Lookout                          | The Lookout                          |
| ABC            | Последующее    | Бывает и хуже (26/09/12)        | Семейные инструменты (1/5/13)   | Американская семейка (26/09/12)               | Соседи (П)                                             | The Lookout                          | The Lookout                          |
| ABC            | Последующее    | Бывает и хуже (26/09/12)        | Пригород (П)                    | Американская семейка (26/09/12)               | Соседи (П)                                             | The Lookout                          | The Lookout                          |
| CBS            | Осень          | Последний герой: Филиппины      | Последний герой: Филиппины      | Мыслить как преступник (26/9/12)              | Мыслить как преступник (26/9/12)                       | C.S.I.: Место преступления (26/9/12) | C.S.I.: Место преступления (26/9/12) |
| CBS            | Мид-сезон      | Последний герой: Карамоан       | Последний герой: Карамоан       | Мыслить как преступник (26/9/12)              | Мыслить как преступник (26/9/12)                       | C.S.I.: Место преступления (26/9/12) | C.S.I.: Место преступления (26/9/12) |
| CBS            | Лето           | The American Baking Competition | The American Baking Competition | Мыслить как преступник (26/9/12)              | Мыслить как преступник (26/9/12)                       | C.S.I.: Место преступления (26/9/12) | C.S.I.: Место преступления (26/9/12) |
| CBS            | Последующее    | Большой брат                    | Большой брат                    | The American Baking Competition               | The American Baking Competition                        | C.S.I.: Место преступления (26/9/12) | C.S.I.: Место преступления (26/9/12) |
| CBS            | Последующее    | Большой брат                    | Большой брат                    | Мыслить как преступник (П)                    | Мыслить как преступник (П)                             | C.S.I.: Место преступления (26/9/12) | C.S.I.: Место преступления (26/9/12) |
| The CW         | The CW         | Стрела (10/10/12)               | Стрела (10/10/12)               | Сверхъестественное (10/10/12)                 | Сверхъестественное (10/10/12)                          | Локальные программы                  | Локальные программы                  |
| Fox            | Осень          | The X Factor (12/9/12)          | The X Factor (12/9/12)          | The X Factor (12/9/12)                        | The X Factor (12/9/12)                                 | Локальные программы                  | Локальные программы                  |
| Fox            | Мид-сезон      | American Idol (16/1/13)         | American Idol (16/1/13)         | American Idol (16/1/13)                       | American Idol (16/1/13)                                | Локальные программы                  | Локальные программы                  |
| Fox            | Лето           | МастерШеф                       | МастерШеф                       | МастерШеф                                     | МастерШеф                                              | Локальные программы                  | Локальные программы                  |
| Ion Television | Ion Television | WWE Main Event                  | WWE Main Event                  | Повторы программ                              | Повторы программ                                       | Повторы программ                     | Повторы программ                     |
| NBC            | Осень          | Ветеринарная клиника (26/9/12)  | Парни с детьми (26/9/12)        | Закон и порядок: Специальный корпус (26/9/12) | Закон и порядок: Специальный корпус (26/9/12)          | Пожарные Чикаго (10/10/12)           | Пожарные Чикаго (10/10/12)           |
| NBC            | Последующее    | Уитни (19/10/12)                | Парни с детьми (26/9/12)        | Закон и порядок: Специальный корпус (26/9/12) | Закон и порядок: Специальный корпус (26/9/12)          | Пожарные Чикаго (10/10/12)           | Пожарные Чикаго (10/10/12)           |
| NBC            | Весна          | Уитни (19/10/12)                | Уитни (П)                       | Закон и порядок: Специальный корпус (26/9/12) | Закон и порядок: Специальный корпус (26/9/12)          | Пожарные Чикаго (10/10/12)           | Пожарные Чикаго (10/10/12)           |
| NBC            | Последующее    | Dateline NBC'                   | Dateline NBC'                   | Закон и порядок: Специальный корпус (26/9/12) | Закон и порядок: Специальный корпус (26/9/12)          | Пожарные Чикаго (10/10/12)           | Пожарные Чикаго (10/10/12)           |
| NBC            | Лето           | Повторы программ                | Повторы программ                | В Америке есть таланты                        | В Америке есть таланты                                 | Лагерь                               | Лагерь                               |

### Четверг
| Телесеть | Телесеть    | 8:00 PM                          | 8:30 PM                            | 9:00 PM                         | 9:30 PM                         | 10:00 PM                                | 10:30 PM                                |
| -------- | ----------- | -------------------------------- | ---------------------------------- | ------------------------------- | ------------------------------- | --------------------------------------- | --------------------------------------- |
| ABC      | Осень       | Последняя надежда (27/09/12)     | Последняя надежда (27/09/12)       | Анатомия страсти (27/09/12)     | Анатомия страсти (27/09/12)     | Скандал (27/09/12)                      | Скандал (27/09/12)                      |
| ABC      | Мид-сезон   | Последний час (14/2/13)          | Последний час (14/2/13)            | Анатомия страсти (27/09/12)     | Анатомия страсти (27/09/12)     | Скандал (27/09/12)                      | Скандал (27/09/12)                      |
| ABC      | Весна       | Меняю жену                       | Меняю жену                         | Анатомия страсти (27/09/12)     | Анатомия страсти (27/09/12)     | Скандал (27/09/12)                      | Скандал (27/09/12)                      |
| ABC      | Лето        | Безумные гонки                   | Безумные гонки                     | Мотив                           | Мотив                           | Копы-новобранцы                         | Копы-новобранцы                         |
| CBS      | Осень       | Теория Большого взрыва (27/9/12) | Два с половиной человека (27/9/12) | В поле зрения (27/9/12)         | В поле зрения (27/9/12)         | Элементарно (27/9/12)                   | Элементарно (27/9/12)                   |
| CBS      | Лето        | Теория Большого взрыва (27/9/12) | Два с половиной человека (27/9/12) | Большой брат (15 сезон)         | Большой брат (15 сезон)         | Элементарно (27/9/12)                   | Элементарно (27/9/12)                   |
| The CW   | The CW      | Дневники вампира (11/10/12)      | Дневники вампира (11/10/12)        | Красавица и чудовище (11/10/12) | Красавица и чудовище (11/10/12) | Локальные программы                     | Локальные программы                     |
| Fox      | Осень       | The X Factor (13/9/12)           | The X Factor (13/9/12)             | Хор (13/9/12)                   | Хор (13/9/12)                   | Локальные программы                     | Локальные программы                     |
| Fox      | Мид-сезон   | American Idol                    | American Idol                      | Хор (13/9/12)                   | Хор (13/9/12)                   | Локальные программы                     | Локальные программы                     |
| Fox      | Лето        | Адская кухня                     | Адская кухня                       | Кто же уйдёт?                   | Кто же уйдёт?                   | Локальные программы                     | Локальные программы                     |
| Fox      | Последующее | Адская кухня                     | Адская кухня                       | Адская кухня                    | Адская кухня                    | Локальные программы                     | Локальные программы                     |
| Fox      | Последующее | Хор (П)                          | Хор (П)                            | Новенькая (П)                   | Проект Минди (П)                | Локальные программы                     | Локальные программы                     |
| NBC      | Осень       | Студия 30 (4/10/12)              | Всю ночь напролёт (20/9/12)        | Офис (20/9/12)                  | Парки и зоны отдыха (20/9/12)   | Rock Center with Brian Williams         | Rock Center with Brian Williams         |
| NBC      | Мид-сезон   | Студия 30 (4/10/12)              | Парки и зоны отдыха                | Офис (20/9/12)                  | Пенсильвания-авеню, 1600        | Rock Center with Brian Williams         | Rock Center with Brian Williams         |
| NBC      | Последующее | Сообщество (19/10/12)            | Парки и зоны отдыха                | Офис (20/9/12)                  | Пенсильвания-авеню, 1600        | Не навреди                              | Не навреди                              |
| NBC      | Последующее | Сообщество (19/10/12)            | Парки и зоны отдыха                | Офис (20/9/12)                  | Пенсильвания-авеню, 1600        | Закон и порядок: Специальный корпус (П) | Закон и порядок: Специальный корпус (П) |
| NBC      | Весна       | Сообщество (19/10/12)            | Парки и зоны отдыха                | Офис (20/9/12)                  | На старт!                       | Ганнибал                                | Ганнибал                                |
| NBC      | Последующее | Сообщество (19/10/12)            | Офис (П)                           | Офис (20/9/12)                  | Парки и зоны отдыха             | Ганнибал                                | Ганнибал                                |
| NBC      | Лето        | Спаси меня                       | Спаси меня                         | Офис (20/9/12)                  | Парки и зоны отдыха             | Ганнибал                                | Ганнибал                                |
| NBC      | Последующее | Повторы программ                 | Повторы программ                   | Победителем является (11/07/13) | Победителем является (11/07/13) | Hollywood Game Night (11/07/13)         | Hollywood Game Night (11/07/13)         |

### Пятница
| Телесеть | Телесеть    | 8:00 PM                                       | 8:30 PM                                       | 9:00 PM                             | 9:30 PM                             | 10:00 PM                        | 10:30 PM                        |
| -------- | ----------- | --------------------------------------------- | --------------------------------------------- | ----------------------------------- | ----------------------------------- | ------------------------------- | ------------------------------- |
| ABC      | Осень       | Shark Tank (14/09/12)                         | Shark Tank (14/09/12)                         | Прайм-тайм                          | Прайм-тайм                          | 20/20 (14/09/12)                | 20/20 (14/09/12)                |
| ABC      | Последующее | Последний настоящий мужчина (02/11/12)        | Кантри в Малибу (02/11/12)                    | Shark Tank (02/11/12)               | Shark Tank (02/11/12)               | 20/20 (14/09/12)                | 20/20 (14/09/12)                |
| ABC      | Весна       | Счастливый конец                              | Счастливый конец                              | Shark Tank (02/11/12)               | Shark Tank (02/11/12)               | 20/20 (14/09/12)                | 20/20 (14/09/12)                |
| ABC      | Лето        | Shark Tank (П)                                | Shark Tank (П)                                | Прайм-тайм                          | Прайм-тайм                          | 20/20 (14/09/12)                | 20/20 (14/09/12)                |
| CBS      | Осень       | C.S.I.: Место преступления Нью-Йорк (28/9/12) | C.S.I.: Место преступления Нью-Йорк (28/9/12) | Сделано в Джерси (28/9/12)          | Сделано в Джерси (28/9/12)          | Голубая кровь (28/9/12)         | Голубая кровь (28/9/12)         |
| CBS      | Последующее | Босс под прикрытием                           | Босс под прикрытием                           | C.S.I.: Место преступления Нью-Йорк | C.S.I.: Место преступления Нью-Йорк | Голубая кровь (28/9/12)         | Голубая кровь (28/9/12)         |
| CBS      | Мид-сезон   | Работа                                        | Работа                                        | C.S.I.: Место преступления Нью-Йорк | C.S.I.: Место преступления Нью-Йорк | Голубая кровь (28/9/12)         | Голубая кровь (28/9/12)         |
| CBS      | Последующее | Босс под прикрытием                           | Босс под прикрытием                           | C.S.I.: Место преступления Нью-Йорк | C.S.I.: Место преступления Нью-Йорк | Голубая кровь (28/9/12)         | Голубая кровь (28/9/12)         |
| CBS      | Весна       | Босс под прикрытием                           | Босс под прикрытием                           | Вегас                               | Вегас                               | Голубая кровь (28/9/12)         | Голубая кровь (28/9/12)         |
| CBS      | Лето        | Босс под прикрытием                           | Босс под прикрытием                           | Гавайи 5.0 (П)                      | Гавайи 5.0 (П)                      | Голубая кровь (28/9/12)         | Голубая кровь (28/9/12)         |
| The CW   | Осень       | Топ-модель по-американски (19/10/12)          | Топ-модель по-американски (19/10/12)          | Никита (19/10/12)                   | Никита (19/10/12)                   | Локальные программы             | Локальные программы             |
| The CW   | Последующее | Никита                                        | Никита                                        | Повторы программ                    | Повторы программ                    | Локальные программы             | Локальные программы             |
| The CW   | Весна       | Никита                                        | Никита                                        | Культ                               | Культ                               | Локальные программы             | Локальные программы             |
| The CW   | Последующее | Никита                                        | Никита                                        | Сверхъестественное (П)              | Сверхъестественное (П)              | Локальные программы             | Локальные программы             |
| The CW   | Лето        | Культ                                         | Культ                                         | Культ                               | Культ                               | Локальные программы             | Локальные программы             |
| The CW   | Последующее | Высший балл                                   | Высший балл                                   | Топ-модель по-американски           | Топ-модель по-американски           | Локальные программы             | Локальные программы             |
| Fox      | Осень       | Кошмары на кухне (28/9/12)                    | Кошмары на кухне (28/9/12)                    | Грань (28/9/12)                     | Грань (28/9/12)                     | Локальные программы             | Локальные программы             |
| Fox      | Мид-сезон   | Кошмары на кухне (28/9/12)                    | Кошмары на кухне (28/9/12)                    | Контакт (26/10/12)                  | Контакт (26/10/12)                  | Локальные программы             | Локальные программы             |
| Fox      | Лето        | Кости (П)                                     | Кости (П)                                     | Последователи (П)                   | Последователи (П)                   | Локальные программы             | Локальные программы             |
| NBC      | Осень       | Повторы программ                              | Повторы программ                              | Гримм (14/9/12)                     | Гримм (14/9/12)                     | Dateline NBC                    | Dateline NBC                    |
| NBC      | Мид-сезон   | Dateline NBC                                  | Dateline NBC                                  | Dateline NBC                        | Dateline NBC                        | Rock Center with Brian Williams | Rock Center with Brian Williams |
| NBC      | Весна       | Звезда моды                                   | Звезда моды                                   | Гримм                               | Гримм                               | Rock Center with Brian Williams | Rock Center with Brian Williams |
| NBC      | Последующее | Звезда моды                                   | Звезда моды                                   | Dateline NBC                        | Dateline NBC                        | Rock Center with Brian Williams | Rock Center with Brian Williams |
| NBC      | Лето        | Dateline NBC                                  | Dateline NBC                                  | Dateline NBC                        | Dateline NBC                        | Rock Center with Brian Williams | Rock Center with Brian Williams |
| NBC      | Последующее | Повторы программ                              | Повторы программ                              | Dateline NBC                        | Dateline NBC                        | Dateline NBC                    | Dateline NBC                    |

### Суббота
| Телесеть | Телесеть    | 8:00 PM                       | 8:30 PM                       | 9:00 PM                       | 9:30 PM                       | 10:00 PM                      | 10:30 PM                      |
| -------- | ----------- | ----------------------------- | ----------------------------- | ----------------------------- | ----------------------------- | ----------------------------- | ----------------------------- |
| ABC      | Осень       | Футбол субботним вечером      | Футбол субботним вечером      | Футбол субботним вечером      | Футбол субботним вечером      | Футбол субботним вечером      | Футбол субботним вечером      |
| ABC      | Мид-сезон   | Кино на ABC субботним вечером | Кино на ABC субботним вечером | Кино на ABC субботним вечером | Кино на ABC субботним вечером | Кино на ABC субботним вечером | Кино на ABC субботним вечером |
| ABC      | Весна       | Bet on Your Baby              | Bet on Your Baby              | Кино на ABC субботним вечером | Кино на ABC субботним вечером | Кино на ABC субботним вечером | Кино на ABC субботним вечером |
| ABC      | Лето        | Последний час                 | Последний час                 | Парк авеню, 666               | Парк авеню, 666               | Повторы программ              | Повторы программ              |
| CBS      | Осень       | Crimetime Saturday            | Crimetime Saturday            | Crimetime Saturday            | Crimetime Saturday            | 48 часов (29/9/12)            | 48 часов (29/9/12)            |
| CBS      | Последующее | Сделано в Джерси              | Сделано в Джерси              | Crimetime Saturday            | Crimetime Saturday            | 48 часов (29/9/12)            | 48 часов (29/9/12)            |
| CBS      | Мид-сезон   | Crimetime Saturday            | Crimetime Saturday            | Crimetime Saturday            | Crimetime Saturday            | 48 часов (29/9/12)            | 48 часов (29/9/12)            |
| Fox      | Осень       | Fox College Football          | Fox College Football          | Fox College Football          | Fox College Football          | Fox College Football          | Fox College Football          |
| Fox      | Мид-сезон   | Полицейские                   | Полицейские                   | Повторы программ              | Повторы программ              | Локальные программы           | Локальные программы           |
| Fox      | Лето        | Ночь бейсбола в Америке       | Ночь бейсбола в Америке       | Ночь бейсбола в Америке       | Ночь бейсбола в Америке       | Ночь бейсбола в Америке       | Ночь бейсбола в Америке       |
| NBC      | Осень       | Повторы программ              | Повторы программ              | Повторы программ              | Повторы программ              | Повторы программ              | Повторы программ              |
| NBC      | Мид-сезон   | Американский Воин Ниндзя      | Американский Воин Ниндзя      | Повторы программ              | Повторы программ              | Повторы программ              | Повторы программ              |
| NBC      | Весна       | Смэш                          | Смэш                          | Повторы программ              | Повторы программ              | Повторы программ              | Повторы программ              |
| NBC      | Лето        | Повторы программ              | Повторы программ              | Повторы программ              | Повторы программ              | Не навреди                    | Не навреди                    |

## По каналам

### ABC
| Вернувшиеся шоу: - 20/20 - America's Funniest Home Videos - The Lookout - Shark Tank - Американская семейка - Анатомия страсти - Бывает и хуже - Касл - Копы-новобранцы - Меняю жену - Месть - Не верь с*** из квартиры 23 - Однажды в сказке - Счастливый конец - Последний настоящий мужчина - Пригород - Скандал - Следствие по телу - Счастливый конец - Тайный миллионер - Танцы со звёздами - Футбол субботним вечером - Холостяк - Частная практика - Экстремальное преображение: Программа похудения | Новые шоу: - Bet on Your Baby - Splash! - Детектив? - Вкус - Как прожить с родителями всю оставшуюся жизнь - Кантри в Малибу - Красная вдова - Любовницы - Мотив - Нэшвилл - Парк авеню, 666 - Последний час - Последняя надежда - Семейные инструменты - Соседи | Не вернувшиеся с сезона 2011/12: - Ангелы Чарли - Благочестивые стервы - Будь мужчиной - Город хищниц (продлён в сети TBS) - Дом закрыт на ремонт - Отчаянные домохозяйки - Пропавший - Пэн Американ - Река - Сделай это |

### CBS
| Вернувшиеся шоу: - 48 часов - 60 минут - C.S.I.: Место преступления - C.S.I.: Место преступления Нью-Йорк - Survivor - Большой брат - Босс под прикрытием - В поле зрения - Гавайи 5.0 - Голубая кровь - Два с половиной человека - Две девицы на мели - Как я встретил вашу маму - Майк и Молли - Менталист - Морская полиция: Лос-Анджелес - Морская полиция: Спецотдел - Мыслить как преступник - Помнить всё - Правила совместной жизни - Теория Большого взрыва - Удивительная Гонка' - Хорошая жена | Новые шоу: - The American Baking Competition - Вегас - Везунчик - Зафреньдь меня (не показано) - Партнёры - Под куполом - Прокуратура Бруклина - Работа - Сделано в Джерси - Элементарно | Не вернувшиеся с сезона 2011/12: - C.S.I.: Место преступления Майами - Как стать джентльменом - Нью-Йорк 22 - Одарённый человек - Роб |

### The CW
| Вернувшиеся шоу: - 90210 - Breaking Pointe - Oh Sit! - Дневники вампира - Зои Харт из южного штата - Никита - Сверхъестественное - Сплетница - Топ-модель по-американски | Новые шоу: - Capture - Высший балл - Дневники Кэрри - Доктор Эмили Оуэнс - Красавица и чудовище - Культ - Стрела - Так чья же сейчас реплика? | Не вернувшиеся с сезона 2011/12: - H8R - Remodeled - Дерзкий Лос-Анджелес - Двойник - Тайный круг - Холм одного дерева |

### Fox
| Вернувшиеся шоу: - American Idol - The X Factor - Адская кухня - Американский папаша! - Воспитывая Хоуп - Грань - Гриффины - Закусочная Боба - Значит, ты умеешь танцевать? - Контакт - Кости - Кошмары на кухне - МастерШеф - Новенькая - Полицейские - Симпсоны - Хор - Шоу Кливленда | Новые шоу: - Fox College Football - Бен и Кейт - Доктор мафии - Игры Гудвина - Кто же уйдёт? - Последователи - Проект Минди | Не вернувшиеся с сезона 2011/12: - Q'Viva! The Chosen - Terra Nova - Аллен Грегори - Алькатрас - Доктор Хаус - Искатель - Лучшая охрана - Наполеон Динамит - Я ненавижу свою дочь |

### Ion Television
| Вернувшиеся шоу: - Горячая точка - Читающий мысли (до этого — на NBC) | Новые шоу: - WWE Main Event |

### NBC
| Вернувшиеся шоу: - Betty White's Off Their Rockers - The Biggest Loser - Dateline NBC - NBC: Футбол воскресной ночью - Rock Center with Brian Williams - Американский Воин Ниндзя - В Америке есть таланты - Всю ночь напролёт - Голос - Гримм - Закон и порядок: Специальный корпус - Звезда моды - Ночь Футбола в Америке - Офис - Парки и зоны отдыха - Родители - Сообщество - Студия 30 - Смэш - Уитни - Ученик | Новые шоу: - Hollywood Game Night - Take It All - Ветеринарная клиника - Выбраться живым - Ганнибал - К любви готов - Лагерь - На старт! - Не навреди - Новая норма - Обман - Парни с детьми - Пенсильвания-авеню, 1600 - Пересекая черту - Пожарные Чикаго - Революция - Сибирь - Следующий слушатель - Спаси меня | Не вернувшиеся с сезона 2011/12: - Who's Still Standing?' - Где ты, Челси? - Главный подозреваемый - Друзья навсегда - Закон Хэрри - Клуб «Плейбоя» - План эвакуации' - Пробуждение' - Родословная семьи (продлён в сети TLC) - Свободные агенты - Склонность' - Фактор страха' - Фирма - Чак |

## Продления и закрытия

### Продления на полный сезон

#### ABC
- Shark Tank[англ.] — 22 октября 2012 года заказано 2 дополнительных эпизода, в результате для нового сезона подтверждено производство 24 эпизодов. 5 марта 2013 года число эпизодов в сезоне доведено до 26[149][150].
- Нэшвилл — полный первый сезон заказан 12 ноября 2012 года[151].
- Скандал — 29 октября 2012 года заказан очередной сезон проекта[152].
- Соседи — заказ на полный первый сезон подтверждён 29 октября 2012 года[152].

#### CBS
- Вегас — первый сезон, состоящий из 22 пизодов, был заказан 23 октября 2012 года[153], однако позднее количество эпизодов сократили до 21[154].
- Элементарно — продлён на полный первый сезон 23 октября 2012 года[153].

#### The CW
- Красавица и чудовище — первый сезон заказан 9 октября 2012 года[155].
- Стрела — 22 октября 2012 года от канала пришёл запрос на полный первый сезон[156]

#### Fox
- Бен и Кейт — 8 октября 2012 года канал заказал полный сезон из 18 эпизодов[157].
- Проект Минди — заказ на полный сезон, состоящий из 22 эпизодов, был утверждён 8 октября 2012 года[157] 16 октября число эпизодов было увеличено до 24[158].

#### NBC
- Закон и порядок: Специальный корпус — 6 декабря 2012 года канал заказал 2 дополнительных эпизода, общее число выросло до 24 эпизодов[159].
- На старт! — полный первый сезон был утверждён 2 октября 2012 года[160]
- Новая норма — полный первый сезон был утверждён 2 октября 2012 года[160]
- Пожарные Чикаго — продлён на полный первый сезон 8 октября 2012 года[161].
- Революция — 2 октября 2012 года был заказан полный первый сезон, состоящий из 22 эпизодов[160], но позднее было решено сократить общее количество до 20[162].

### Продления

#### ABC
- 20/20[англ.] — 14 мая 2013 года продлено на очередной, уже тридцать пятый по счёту сезон[163].
- America's Funniest Home Videos[англ.] — 14 мая 2013 года продлено на очередной, уже двадцать четвёртый по счёту сезон[163].
- Shark Tank[англ.] — 14 мая 2013 года продлено на очередной, уже пятый по счёту сезон[163].
- Американская семейка — продлён на пятый сезон 10 мая 2013 года[164].
- Анатомия страсти — продлён на десятый сезон 10 мая 2013 года[165].
- Бывает и хуже — продлён на пятый сезон 10 мая 2013 года[164].
- Вкус[англ.] — 14 мая 2013 года продлено на очередной, второй по счёту сезон[163].
- Касл — продлён на шестой сезон 10 мая 2013 года[165].
- Меняю жену[англ.] — 31 июля 2013 года продлён на третий по счёту сезон[166].
- Месть — продлён на третий сезон 10 мая 2013 года[165].
- Нэшвилл — продлён на второй сезон 10 мая 2013 года[165].
- Однажды в сказке — продлён на третий сезон 10 мая 2013 года[165].
- Последний настоящий мужчина — продлён на третий сезон 10 мая 2013 года[164].
- Пригород — продлён на третий сезон 10 мая 2013 года[164].
- Скандал — продлён на третий сезон 10 мая 2013 года[165].
- Соседи — продлён на второй сезон 11 мая 2013 года[167].
- Танцы со звёздами — R14 мая 2013 года продлено на очередной, уже семнадцатый по счёту сезон[163].
- Футбол субботним вечером[англ.] — 5 марта 2013 года было анонсировано 6 новых игр[168].
- Холостяк[англ.] — 14 мая 2013 года продлено на очередной, уже восемнадцатый по счёту сезон[163].

#### CBS
- C.S.I.: Место преступления — 20 марта 2013 года был продлён на очередной, уже четырнадцатый сезон[169].
- Survivor — продлён на двадцать седьмой сезон 27 марта 2013 года[170].
- Босс под прикрытием[англ.] — продлён на пятый сезон 27 марта 2013 года[170].
- В поле зрения — продлён на третий сезон 27 марта 2013 года[170].
- Гавайи 5.0 — продлён на четвёртый сезон 27 марта 2013 года[170].
- Голубая кровь — продлён на четвёртый сезон 27 марта 2013 года[170].
- Два с половиной человека — продлён на одиннадцатый сезон 26 апреля 2013 года[171].
- Две девицы на мели — продлён на третий сезон 27 марта 2013 года[170].
- Как я встретил вашу маму — 30 января 2013 года было объявлено, что сериал продлён на девятый сезон, который станет последним[172].
- Майк и Молли — продлён на четвёртый сезон 27 марта 2013 года[170].
- Менталист — продлён на шестой сезон 27 марта 2013 года[170].
- Морская полиция: Лос-Анджелес — продлён на пятый сезон 27 марта 2013 года[170].
- Морская полиция: Спецотдел — продлён на одиннадцатый сезон 1 февраля 2013 года[173].
- Мыслить как преступник — продлён на девятый сезон 9 мая 2013 года[174].
- Под куполом — продлён на второй сезон 29 июля 2013 года[175].
- Помнить всё — продлён на третий сезон, премьера которого была запланирована на лето 2014 года[176].
- Теория Большого взрыва — 12 января 2011 года был продлён на несколько сезонов, в том числе и на седьмой[177].
- Удивительная Гонка — продлён на двадцать третий сезон 27 марта 2013 года[170].
- Хорошая жена — продлён на пятый сезон 27 марта 2013 года[170].
- Элементарно — продлён на второй сезон 27 марта 2013 года[170].

#### The CW
- Дневники вампира — продлён на пятый сезон 11 февраля 2013 года[178].
- Дневники Кэрри — продлён на второй сезон 9 мая 2013 года[179].
- Зои Харт из южного штата — продлён на третий сезон 26 апреля 2013 года[180].
- Красавица и чудовище — продлён на второй сезон 26 апреля 2013 года[180].
- Никита — продлён на четвёртый сезон 9 мая 2013 года[179].
- Сверхъестественное — продлён на девятый сезон 11 февраля 2013 года[178].
- Стрела — продлён на второй сезон 11 февраля 2013 года[178].
- Так чья же сейчас реплика?[англ.] — продлён на десятый сезон 29 июля 2013 года[181].
- Топ-модель по-американски — продлён на двадцатый сезон 16 октября 2012 года[182].

#### Fox
- The X Factor — продлён на третий сезон 22 октября 2012 года[183].
- Американский папаша! — продлён на девятый сезон 10 мая 2012 года[184].
- Воспитывая Хоуп — продлён на четвёртый сезон 4 марта 2013 года[185].
- Гриффины — продлён на двенадцатый сезон 10 мая 2012 года[184].
- Закусочная Боба — продлён на четвёртый сезон 16 октября 2012 года[186]
- Кости — продлён на девятый сезон 8 января 2013 года[187].
- Новенькая — продлён на третий сезон 4 марта 2013 года[185].
- Последователи — продлён на второй сезон 4 марта 2013 года[185].
- Проект Минди — продлён на второй сезон 4 марта 2013 года[185].
- Симпсоны — продлён на несколько сезонов 7 октября 2011 года, в том числе и на двадцать третий[188].
- Хор — продлён на пятый сезон 19 апреля 2013 года[189].

#### NBC
- The Biggest Loser — продлён на пятнадцатый сезон 12 мая 2013 года[190].
- Football Night in America[англ.] — продлён на восьмой сезон 19 августа 2009 года[119].
- Hollywood Game Night[англ.] — продлён на второй сезон 20 августа 2013 года[191].
- NBC: Футбол воскресной ночью — продлён на восьмой сезон 19 августа 2009 года[119].
- The Sing-Off[англ.] — 14 марта 2013 года NBC объявили о возобновлении показа шоу и продлении его на четвёртый сезон[192]
- Ганнибал — продлён на второй сезон 30 мая 2013 года[193].
- Голос[англ.] — продлён на два сезона 25 сентября 2012 года[194].
- Гримм — продлён на третий сезон 26 апреля 2013 года[195].
- Закон и порядок: Специальный корпус — продлён на пятнадцатый сезон 26 апреля 2013 года[195].
- Комик-одиночка[англ.] — 13 ноября 2013 года NBC объявили о возобновлении показа шоу и продлении его на восьмой сезон[196].
- Парки и зоны отдыха — продлён на шестой сезон 9 мая 2013 года[197].
- Пожарные Чикаго — продлён на второй сезон 26 апреля 2013 года[195].
- Революция — продлён на второй сезон 26 апреля 2013 года[195].
- Родители — продлён на пятый сезон 26 апреля 2013 года[195].
- Сообщество — продлён на пятый сезон 10 мая 2013 года[198].
- Ученик[англ.] — продлён на четырнадцатый сезон 12 мая 2013 года[199].

### Закрытия/Финалы сериалов

#### ABC
- Как прожить с родителями всю оставшуюся жизнь — закрыт 10 мая 2013 года[200].
- Кантри в Малибу — закрыт 10 мая 2013 года[200].
- Красная вдова — закрыт 10 мая 2013 года[201].
- Не верь с*** из квартиры 23 — закрыт 22 января 2013 года[202].
- Парк авеню, 666 — закрыт 16 ноября 2012 года[203]. Последний эпизод вышел на экраны 13 июля 2013 года.
- Последний час — сериал закрыт 1 марта 2013 после трёх эпизодов. Причиной стали низкие рейтинги[204]. Премьера последнего эпизода состоялась 3 августа 2013 года.
- Последняя надежда — закрыт 16 ноября 2012 года[203] Последний эпизод показан 24 января 2013 года.
- Семейные инструменты[англ.] — закрыт 10 мая 2013 года[200].
- Следствие по телу — закрыт 10 мая 2013 года[201].
- Счастливый конец — закрыт 10 мая 2013 года[200].
- Частная практика — 19 октября 2012 года было анонсировано, что шестой сезон станет последним[205].Сериал завершился 22 января 2013 года[206].

#### CBS
- C.S.I.: Место преступления Нью-Йорк — закрыт 10 мая 2013 года[207].
- Вегас — закрыт 10 мая 2013 года[208].
- Везунчик — закрыт 10 мая 2013 года[209].
- Зафреньдь меня[англ.] — 29 июля 2013 года подтверждено, что сериал снят с показа и транслироваться не будет[210].
- Партнёры — закрыт 16 ноября 2012 года после шести эпизодов. Причиной были названы низкие рейтинги[211].
- Правила совместной жизни — закрыт 10 мая 2013 года[212].
- Работа[англ.] — закрыт 18 февраля 2013 года после двух эпизодов. Причиной были названы низкие рейтинги. О том, будут ли переданы оставшиеся отснятые эпизоды, неизвестно[213].
- Сделано в Джерси — закрыт 10 октября 2012 года после двух эпизодов. Причиной были названы низкие рейтинги. Начиная с 29 декабря 2012 года начался показ оставшихся восьми эпизодов[214]. Сериал стал первым закрытым проектом сезона.

#### The CW
- 90210 — закрыт 28 февраля 2013 года[215]. Последний эпизод вышел на экраны 13 мая 2013 года.
- Доктор Эмили Оуэнс — закрыт 28 ноября 2012 года[216]. Сериал завершился 5 февраля 2013 года.
- Культ — закрыт 10 апреля 2013 года[217].
- Сплетница — 11 мая 2012 года было анонсировано, что шестой сезон станет последним[90] The series concluded on December 17, 2012.[218].

#### Fox
- Бен и Кейт — закрыт 23 января 2013 года[219] Спустя два дня, когда завершились съёмки 16 из 19 запланированных эпизодов, производство сериала официально было свёрнуто[220].
- Грань — 26 апреля 2012 года было объявлено что пятый сезон станет последним[103] The series concluded on January 18, 2013.[221].
- Доктор мафии — 28 ноября 2012 года было объявлено, что шоу не получит полный сезон[222] Последний эпизод был показан 7 января 2013 года.
- Контакт — закрыт 9 мая 2013 года[223].
- Полицейские[англ.] — закрыт в мае 2013 после завершения двадцать пятого сезона. Последний, двадцать шестой, сезон будет показан на канале Spike[224].
- Шоу Кливленда — проект заморожен на неопределённое время[225].

#### Ion Television
- Горячая точка — 1 мая 2012 было объявлено, что пятый сезон станет заключительным[226] Сериал завершился 22 января 2013 года.

#### NBC
- Betty White's Off Their Rockers[англ.] — закрыт 11 июля 2013 года после выхода финала второго сезона[227] 18 октября 2013 года было объявлено, что канал Lifetime готов принять шоу в своей сети[228][229].
- Rock Center with Brian Williams[англ.] — закрыт 10 мая 2013 года[230].
- Ветеринарная клиника[англ.] — закрыт 18 октября 2012 года после пяти эпизодов. Причиной были названы низкие рейтинги[231].
- Всю ночь напролёт — закрыт 9 мая 2013 года[232].
- Звезда моды — закрыт 27 июля 2013 года[233].
- К любви готов[англ.] — закрыт 19 апреля 2013 года после двух эпизодов. Причиной были названы низкие рейтинги. Последний эпизод был показан 23 апреля 2013 года[234].
- Лагерь[англ.] — закрыт 1 октября 2013 года после одного сезона[235].
- На старт! — закрыт 10 мая 2013 года[236].
- Не навреди — отменён 8 февраля 2013 года после двух эпизодов. Причиной были названы низкие рейтинги[237].
- Новая норма — закрыт 10 мая 2013 года[238].
- Обман — закрыт 8 мая 2013 года[232].
- Офис — 21 августа 2012 было анонсировано, что девятый сезон станет заключительным[239] The series concluded on May 16, 2013.[240].
- Парни с детьми[англ.] — закрыт 9 мая 2013 года[232].
- Пенсильвания-авеню, 1600 — закрыт 9 мая 2013 года[232].
- Следующий слушатель[англ.] — 12 октября 2012 года было объявлено, что шоу снято с показа и транслироваться не будет[241].
- Смэш — закрыт 10 мая 2013 года[242].
- Студия 30 — 14 мая 2012 года было объявлено, что седьмой сезон будет заключительным[243]. Сериал завершился 31 января 2013 года[244].
- Уитни — закрыт 9 мая 2013 года[232].

## Топ недели

### По количеству зрителей
| Неделя                | Проект                                                                                | Зрителей (миллионов) | Канал |
| --------------------- | ------------------------------------------------------------------------------------- | -------------------- | ----- |
| 27 августа-2 сентября | В Америке есть таланты 8/28                                                           | 9.89                 | NBC   |
| 3-9 сентября          | NBC: Футбол воскресной ночью. Питтсбург Стилерз против Денвер Бронкос                 | 27.57                | NBC   |
| 10-16 сентября        | NBC: Футбол воскресной ночью. Детройт Лайонс против Сан-Франциско Форти Найнерс       | 21.33                | NBC   |
| 17-23 сентября        | NBC: Футбол воскресной ночью. Нью-Ингленд Пэтриотс против Балтимор Рэйвенс            | 21.27                | NBC   |
| 24-30 сентября        | NBC: Футбол воскресной ночью. Нью-Йорк Джайентс против Филадельфия Иглз               | 22.77                | NBC   |
| 1-7 октября           | Морская полиция: Спецотдел                                                            | 18.87                | CBS   |
| 8-14 октября          | NBC: Футбол воскресной ночью. Грин-Бей Пэкерс против Хьюстон Тексанс                  | 19.92                | NBC   |
| 15-21 октября         | NBC: Футбол воскресной ночью. Питтсбург Стилерс против Цинциннати Бенгалс             | 17.47                | NBC   |
| 22-28 октября         | Морская полиция: Спецотдел                                                            | 17.8                 | CBS   |
| 29 октября-4 ноября   | NBC: Футбол воскресной ночью. Даллас Ковбойз против Атланта Фэлконс                   | 21.76                | NBC   |
| 5-11 ноября           | NBC: Футбол воскресной ночью. Хьюстон Тексанс против Чикаго Беарз                     | 20.86                | NBC   |
| 12-18 ноября          | NBC: Футбол воскресной ночью. Балтимор Рэйвенс против Питтсбург Стилерз               | 18.16                | NBC   |
| 19-25 ноября          | NBC: Футбол воскресной ночью. Грин-Бей Пэкерс против Нью-Йорк Джайентс                | 20.85                | NBC   |
| 26 ноября-2 декабря   | NBC: Футбол воскресной ночью. Филадельфия Иглз против Даллас Ковбойз                  | 20.42                | NBC   |
| 3-9 декабря           | NBC: Футбол воскресной ночью. Грин-Бей Пэкерс против Детройт Лайонс                   | 21.36                | NBC   |
| 10-16 декабря         | NBC: Футбол воскресной ночью. Сан-Франциско Форти Найнерс против Нью-Ингленд Пэтриотс | 23.23                | NBC   |
| 17-23 декабря         | Морская полиция: Спецотдел                                                            | 19.59                | CBS   |
| 24-30 декабря         | NBC: Футбол воскресной ночью. Даллас Ковбойз против Вашингтон Редскинз                | 30.30                | NBC   |
| 31 декабря-6 января   | НФК: Плей-офф «дикой карты». Миннесота Вайкингс против Грин-Бей Пэкерс                | 30.28                | NBC   |
| 7-13 января           | Чемпионская игра НФК: Грин-Бей Пэкерс против Сан-Франциско Форти Найнерс              | 30.89                | FOX   |
| 14-20 января          | Чемпионская игра АФК: Нью-Ингленд Пэтриотс против Балтимор Рэйвенс                    | 47.71                | CBS   |
| 21-27 января          | American Idol 1/23                                                                    | 16.07                | FOX   |
| 28 января-3 февраля   | Супербоул XLVII: Балтимор Рэйвенс против Сан-Франциско Форти Найнерс                  | 108.69               | CBS   |
| 4-10 февраля          | 55-я церемония «Грэмми»                                                               | 28.38                | CBS   |
| 11-17 февраля         | Теория Большого взрыва                                                                | 17.89                | CBS   |
| 18-24 февраля         | 85-я церемония вручения премии «Оскар»                                                | 40.38                | ABC   |
| 25 февраля-3 марта    | Морская полиция: Спецотдел                                                            | 20.69                | CBS   |
| 4-10 марта            | Морская полиция: Спецотдел                                                            | 20.81                | CBS   |
| 11-17 марта           | Теория Большого взрыва                                                                | 15.90                | CBS   |
| 18-24 марта           | Морская полиция: Спецотдел                                                            | 19.79                | CBS   |
| 25-31 марта           | Морская полиция: Спецотдел                                                            | 18.62                | CBS   |
| 1-7 апреля            | Теория Большого взрыва                                                                | 17.24                | CBS   |
| 8-14 апреля           | Национальный чемпионат 2013 года по мужскому баскетболу: Мичиган против Луисвиля      | 23.43                | CBS   |
| 15-21 апреля          | Голос 4/15                                                                            | 14.45                | NBC   |
| 22-28 апреля          | Морская полиция: Спецотдел                                                            | 17.33                | CBS   |
| 29 апреля-5 мая       | Морская полиция: Спецотдел                                                            | 18.29                | CBS   |
| 6-12 мая              | Морская полиция: Спецотдел                                                            | 17.56                | CBS   |
| 13-19 мая             | Морская полиция: Спецотдел                                                            | 18.79                | CBS   |
| 20-26 мая             | Танцы со звёздами 5/21                                                                | 15.20                | ABC   |
| 27 мая-2 июня         | Голос 5/27                                                                            | 11.00                | NBC   |
| 3-9 июня              | Финал НБА 2013. Игра 2: Сан-Антонио Спёрс против Майами Хит                           | 14.57                | ABC   |
| 10-16 июня            | Финал НБА 2013. Игра 5: Майами Хит против Сан-Антонио Спёрс                           | 16.27                | ABC   |
| 17-23 июня            | Финал НБА 2013. Игра 7: Сан-Антонио Спёрс против Майами Хит                           | 26.32                | ABC   |
| 24-30 июня            | Под куполом                                                                           | 13.53                | CBS   |
| 1-7 июля              | Под куполом                                                                           | 11.82                | CBS   |
| 8-14 июля             | Под куполом                                                                           | 10.71                | CBS   |
| 15-21 июля            | В Америке есть таланты 7/17                                                           | 11.18                | NBC   |
| 22-28 июля            | Под куполом                                                                           | 11.60                | CBS   |
| 29 июля-4 августа     | Под куполом                                                                           | 11.41                | CBS   |
| 5-11 августа          | Под куполом                                                                           | 10.42                | CBS   |
| 12-18 августа         | Под куполом                                                                           | 10.36                | CBS   |

### По рейтингу от 18 до 49
| Неделя                | Проект                                                                                             | Зрителей (миллионов) | Канал |
| --------------------- | -------------------------------------------------------------------------------------------------- | -------------------- | ----- |
| 27 августа-2 сентября | Футбол субботним вечером: Мичиган против Алабамы                                                   | 3.0                  | ABC   |
| 3-9 сентября          | NBC: Футбол воскресной ночью. Питтсбург Стилерз против Денвер Бронкос                              | 11.0                 | NBC   |
| 10-16 сентября        | NBC: Футбол воскресной ночью. Детройт Лайонс против Сан-Франциско Форти Найнерс                    | 8.9                  | NBC   |
| 17-23 сентября        | NBC: Футбол воскресной ночью. Нью-Ингленд Пэтриотс против Балтимор Рэйвенс                         | 8.7                  | NBC   |
| 24-30 сентября        | NBC: Футбол воскресной ночью. Нью-Йорк Джайентс против Филадельфия Иглз                            | 9.0                  | NBC   |
| 1-7 октября           | NBC: Футбол воскресной ночью. Сан-Диего Чарджерс против Нью-Орлеан Сэйнтс                          | 7.2                  | NBC   |
| 8-14 октября          | NBC: Футбол воскресной ночью. Грин-Бей Пэкерс против Хьюстон Тексанс                               | 7.7                  | NBC   |
| 15-21 октября         | NBC: Футбол воскресной ночью. Питтсбург Стилерс против Цинциннати Бенгалс                          | 6.7                  | NBC   |
| 22-28 октября         | NBC: Футбол воскресной ночью. Нью-Орлеан Сэйнтс против Денвер Бронкос                              | 7.0                  | NBC   |
| 29 октября-4 ноября   | NBC: Футбол воскресной ночью. Даллас Ковбойз против Атланта Фэлконс                                | 8.5                  | NBC   |
| 5-11 ноября           | NBC: Футбол воскресной ночью. Хьюстон Тексанс против Чикаго Беарз                                  | 7.9                  | NBC   |
| 12-18 ноября          | NBC: Футбол воскресной ночью. Балтимор Рэйвенс против Питтсбург Стилерз                            | 6.9                  | NBC   |
| 19-25 ноября          | NBC: Футбол воскресной ночью. Грин-Бей Пэкерс против Нью-Йорк Джайентс                             | 7.6                  | NBC   |
| 26 ноября-2 декабря   | NBC: Футбол воскресной ночью. Филадельфия Иглз против Даллас Ковбойз                               | 7.4                  | NBC   |
| 3-9 декабря           | NBC: Футбол воскресной ночью. Грин-Бей Пэкерс против Детройт Лайонс                                | 7.8                  | NBC   |
| 10-16 декабря         | NBC: Футбол воскресной ночью. Сан-Франциско Форти Найнерс против Нью-Ингленд Пэтриотс              | 8.7                  | NBC   |
| 17-23 декабря         | NBC: Футбол воскресной ночью. Сан-Франциско Форти Найнерс против Сиэтл Сихокс                      | 6.7                  | NBC   |
| 24-30 декабря         | NBC: Футбол воскресной ночью. Даллас Ковбойз против Вашингтон Редскинз                             | 10.5                 | NBC   |
| 31 декабря-6 января   | НФК: Плей-офф «дикой карты». Миннесота Вайкингс против Грин-Бей Пэкерс                             | 10.5                 | NBC   |
| 7-13 января           | Чемпионская игра НФК: Грин-Бей Пэкерс против Сан-Франциско Форти Найнерс                           | 11.1                 | FOX   |
| 14-20 января          | Чемпионская игра АФК: Нью-Ингленд Пэтриотс против Балтимор Рэйвенс                                 | 16.8                 | CBS   |
| 21-27 января          | American Idol 1/23                                                                                 | 5.5                  | FOX   |
| 28 января-3 февраля   | Супербоул XLVII: Балтимор Рэйвенс против Сан-Франциско Форти Найнерс                               | 39.7                 | CBS   |
| 4-10 февраля          | 55-я церемония «Грэмми»                                                                            | 10.1                 | CBS   |
| 11-17 февраля         | Теория Большого взрыва                                                                             | 5.5                  | CBS   |
| 18-24 февраля         | 85-я церемония вручения премии «Оскар»                                                             | 13.0                 | ABC   |
| 25 февраля-3 марта    | Американская семейка                                                                               | 3.9                  | ABC   |
| 4-10 марта            | Теория Большого взрыва                                                                             | 5.5                  | CBS   |
| 11-17 марта           | Теория Большого взрыва                                                                             | 4.8                  | CBS   |
| 18-24 марта           | American Idol 3/20                                                                                 | 3.6                  | FOX   |
| 25-31 марта           | Голос 3/25                                                                                         | 4.8                  | NBC   |
| 1-7 апреля            | Национальный чемпионат 2013 года по мужскому баскетболу: Сиракузы против Мичигана                  | 5.7                  | CBS   |
| 8-14 апреля           | Национальный чемпионат 2013 года по мужскому баскетболу: Мичиган против Луисвиля                   | 8.4                  | CBS   |
| 15-21 апреля          | Голос 4/15                                                                                         | 5.2                  | NBC   |
| 22-28 апреля          | Голос 4/22                                                                                         | 4.9                  | NBC   |
| 29 апреля-5 мая       | Теория Большого взрыва                                                                             | 4.9                  | CBS   |
| 6-12 мая              | Теория Большого взрыва                                                                             | 4.9                  | CBS   |
| 13-19 мая             | Теория Большого взрыва                                                                             | 4.8                  | CBS   |
| 20-26 мая             | Американская семейка                                                                               | 3.7                  | ABC   |
| 27 мая-2 июня         | Голос 5/27                                                                                         | 3.2                  | NBC   |
| 3-9 июня              | Финал НБА 2013. Игра 2: Сан-Антонио Спёрс против Майами Хит                                        | 5.8                  | ABC   |
| 10-16 июня            | Финал НБА 2013. Игра 4: Майами Хит против Сан-Антонио Спёрс                                        | 6.7                  | ABC   |
| 17-23 июня            | Финал НБА 2013. Игра 7: Сан-Антонио Спёрс против Майами Хит                                        | 10.6                 | ABC   |
| 24-30 июня            | Под куполом                                                                                        | 3.3                  | CBS   |
| 1-7 июля              | Под куполом                                                                                        | 2.9                  | CBS   |
| 8-14 июля             | В Америке есть таланты 7/10                                                                        | 2.8                  | NBC   |
| 15-21 июля            | Все-звёздные игры Главной бейсбольной лиги 2013                                                    | 3.2                  | FOX   |
| 22-28 июля            | В Америке есть таланты 7/23                                                                        | 2.8                  | NBC   |
| 29 июля-4 августа     | Матч Зала Славы Профессионального американского футбола 2013: Майами Долфинс против Даллас Ковбойз | 3.8                  | NBC   |
| 5-11 августа          | Холостячка                                                                                         | 2.6                  | ABC   |
| 12-18 августа         | В Америке есть таланты 8/13                                                                        | 2.4                  | NBC   |